# Азнавур, Миша
Миша Азнаву́р (род. 1971 г., Женева) — французский писатель
, актёр, поэт, певец и музыкант армянского происхождения; сын певца и артиста Шарля Азнавура.

## Биография
Родился и получил образование в Швейцарии, постоянно проживает в Париже, выступал на эстраде, выпустил два CD и сборник стихов на французском языке.
Снимался в нескольких французских фильмах. С весны 2006 по осень 2007 года жил в Москве, где 18 сентября 2007 г. прошла презентация первой книги Азнавура на русском языке «Париж, Москва, любовь…» (роман-отчёт о первом годе жизни в Москве Азнавура, пытающегося понять Россию и обрести здесь свою душу).